# Joseph-Michel Montgolfier
Joseph-Michel Montgolfier (1740–1810) byl francouzský vynálezce. Žil v Lyonu. Se svým bratrem Jacquesem Étiennem Montgolfierem sestrojil papírový horkovzdušný balón.
Byl rytířem Řádu čestné legie.

## Prvenství s balónem
Úspěšný pokus obou bratrů je datován 5. června 1783 a je považován za první let horkovzdušného balónu na světě.

## Další vynálezy
Sám je autorem vynálezu vodního trkače, který pracuje na principu vodního rázu, jež dokáže dopravit vodu vlivem nárůstu tlaku do vyšší úrovně než je zdrojový spád.